# غرومان إف إف
غرومان إف إف المشهورة ب «فيفيي» (بالإنجليزية: Grumman FF)‏ هي طائرة بحرية أنتجت في 1932 بالولايات المتحدة. من صناعة غرومان. كانت تستخدم بشكل أساسي من قبل بحرية الولايات المتحدة. كان أول طيران لها في 29 ديسمبر 1931. دخلت الخدمة في 1933، انتهت خدمتها في 1940. صنع منها 116 طائرة.

## المستخدمون
- بحرية الولايات المتحدة
- سلاح الجو الملكي الكندي